# Outdoor 3D
Um outdoor 3D é uma forma moderna de publicidade que utiliza a tecnologia de imagem 3D 'a olho nu' para criar uma ilusão de ótica para o espectador. A imagem no outdoor se projeta e o espectador sente que a imagem está saindo da tela. Isso pode chamar a atenção dos pedestres, pois também pode fazer com que eles se envolvam e interajam com o assunto do outdoor.
As empresas já iniciaram o uso de outdoors 3D para trazer suas marcas das telas planas convencionais para o mundo visual real. Por ser interativa, essa modalidade de publicidade também incentiva o telespectador a pesquisar mais pela marca da empresa.       